# Sumba (geslacht)
Sumba is een geslacht van rechtvleugeligen uit de familie veldsprinkhanen (Acrididae). De wetenschappelijke naam van dit geslacht is voor het eerst geldig gepubliceerd in 1909 door Bolívar.

## Soorten
Het geslacht Sumba omvat de volgende soorten:
- Sumba granulifera Uvarov, 1953
- Sumba longicornis Ramme, 1929
- Sumba punctata Uvarov, 1953
- Sumba roseipennis Bolívar, 1912
- Sumba rubripes Descamps & Donskoff, 1968
- Sumba semicarinata Uvarov, 1953